# Licking (rivière du Kentucky)
 (janvier 2016).
Si vous disposez d'ouvrages ou d'articles de référence ou si vous connaissez des sites web de qualité traitant du thème abordé ici, merci de compléter l'article en donnant les références utiles à sa vérifiabilité et en les liant à la section « Notes et références ».
Pour les articles homonymes, voir Licking.
La Licking (en anglais : Licking River) est une rivière des États-Unis longue de 515 kilomètres, affluent de la rivière Ohio, donc un sous-affluent du fleuve le Mississippi.

## Origine du nom
La rivière a d'abord été appelé Nepernine par les Amérindiens puis Frederick's River lorsque Thomas Walker la découvre en 1750. Un nom plus ancien Great Salt Lick Creek fait référence aux nombreuses sources salées que l'on trouve près de la rivière qui attiraient les animaux qui lapaient l'eau pour satisfaire leurs besoins en sel. L'origine du nom actuel vient peut-être de cet ancien nom (Licking signifie léchant en français).

## Histoire
La vallée parcourue par la rivière a d'abord été occupée par des Amérindiens des tribus Shawnees, Cherokees et Melungeons avant la colonisation par les Européens qui en firent une importante voie de communication au XIXe siècle. En 1782, la bataille de Blue Licks se déroule près de la rivière.

## Parcours
La rivière prend sa source sur le plateau de Cumberland au sud-est du comté de Magoffin dans l'est du Kentucky. La rivière s'écoule ensuite en direction du nord-ouest selon un parcours sinueux en passant par les villes de Salyersville et West Liberty. Dans le comté de Rowan au sein de la forêt nationale Daniel Boone un barrage construit sur la rivière forme le lac Cave Run. Elle traverse ensuite les villes de Cynthiana et Falmouth avant de se jeter dans la rivière Ohio à l'opposé de Cincinnati, en séparant les villes de Covington et Newport.

## Faune et flore
La rivière possède un écosystème unique pour la région et abrite de nombreuses espèces rares : maskinongé, polyodontidae…

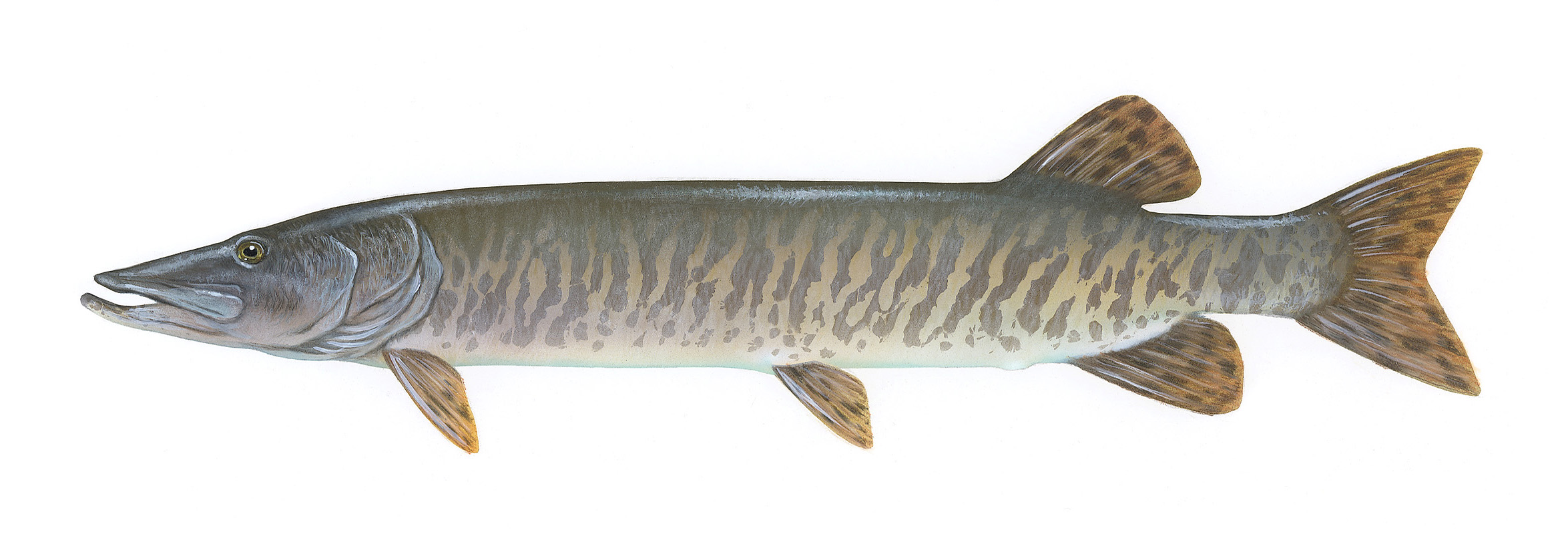
maskinongé
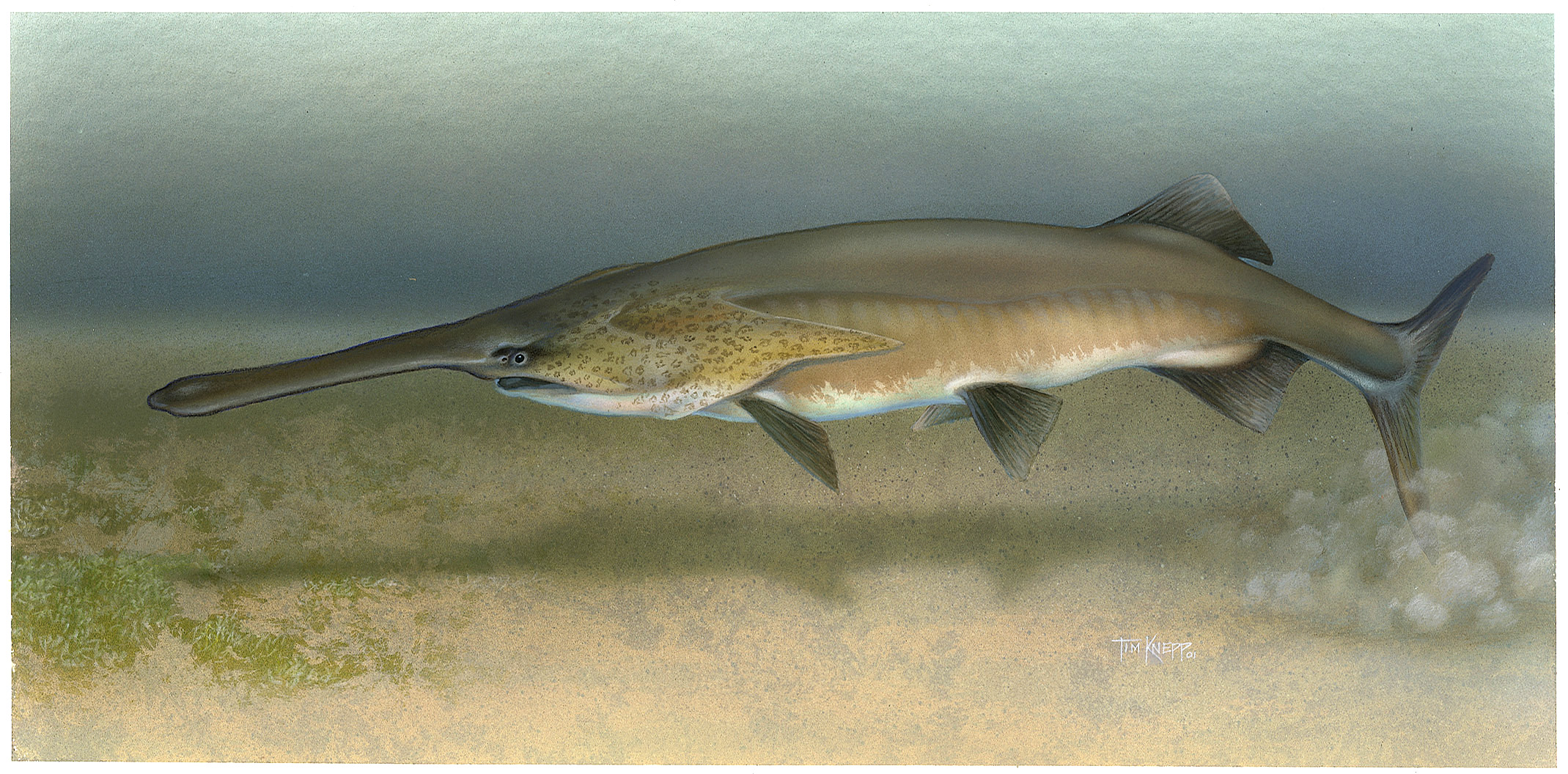
polyodontidae